# 濟公傳奇 (2001年電視劇)
《濟公傳奇》（英語：Zen Master）是香港亞洲電視製作的古裝喜劇劇集，全劇共40集，監製冼志偉，製作人麥嘉。

## 演員表
- 麥　嘉 飾 濟　公
- 黃百鳴 飾 皇　帝(粵語配音︰演員原聲)
- 吳倩蓮 飾 冷小翠(粵語配音︰黃玉娟)
- 黃智賢 飾 楊大一(粵語配音︰演員原聲)
- 梁榮忠 飾 志　通(粵語配音︰演員原聲)
- 梁家仁 飾 無塵真人(粵語配音︰黃志明 (香港))
- 洪　欣 飾 鳳　姐(粵語配音︰黃玉娟)
- 曾國賜 飾 愛因斯坦(粵語配音︰郭立文)
- 徐錦江 飾 八　爺(粵語配音︰黃志明 (香港))
- 姜皓文 飾 宗　崛(粵語配音︰演員原聲)
- 楊若兮 飾 林富貴(粵語配音︰周文瑛)
- 金巧巧 飾 公　主(粵語配音︰周文瑛)
- 見　龍 飾 金田中(粵語配音︰潘文柏)
- 曹　駿 飾 光頭仔(粵語配音︰黃玉娟)
- 趙　毅 飾 林宏智(粵語配音︰羅偉傑)
- 孫保新 飾 靈　芝(粵語配音︰黃玉娟)
- 晉　松 飾 大　傻
- 楊　帆 飾 左　騰
- 周　楠 飾 右　騰
- 楊　蓉 飾 冷小鳳(粵語配音：周文瑛)
- 聞　洋 飾 少年濟公